# Bunuri mobile din domeniul artă plastică clasate în patrimoniul cultural național al României aflate în județul Vrancea
Acestă listă conține bunurile mobile din domeniul artă plastică clasate în Patrimoniul cultural național al României aflate la momentul clasării în județul Vrancea.

## Tezaur
| Foto | Informații generale                          | Detalii tehnice | Descriere | Deținător                     | Legături |
| ---- | -------------------------------------------- | --- | --- | ----------------------------- | -------- |
|      | Răstignirea lui Iisus Hristos                | Datare: Sec. XIX Școală: Atelier transilvănean Dimensiuni: 49x39 cm (cu ramă) Material: sticlă                          | Tema iconografică respectă schema tradițională, dar anumite detalii sugerează apartenența pictorului la un mediu artistic familiarizat cu pictura occidentală: accentuarea rănilor lui Iisus, redarea veșmintelor celor două personaje care asistă la dramă, precum și draperia opulentă, care imprimă scenei o atmosferă teatrală. Calitatea lucrării sporește prin aceea că păstrează și rama originală, care prin repetarea motivului crucii, subliniază semnificația temei. Stare de conservare relativ bună, culoarea parțial desprinsă. | Colecții particulare, Vrancea | Cimec    |
|      | Maica Domnului cu Pruncul Autor: Moga, Savu  | Datare: Sec. XIX Școală: Atelier bănățean Dimensiuni: 46x40 cm (cu ramă) Material: sticlă                               | Schema iconografică copiază reprezentarea tradițională de tipul Maica Domnului cu Pruncul-Hodighitria; din punct de vedere stilistic modelul ales pare a fi din aria picturii bănățene post-brâncovenești. Ușoarele stângăcii cuprinse în realizarea portretului sunt compensate, însă, prin desăvârșitul rafinament cromatic subliniat prin aplicarea foiței de aur pe suprafețe întinse. Piesa păstrează rama originară, tratată într-un pronunțat spirit decorativ, fapt ce sporește valoarea artistică a icoanei. Stare de conservare relativ bună, culoarea parțial desprinsă. | Colecții particulare, Vrancea | Cimec    |
|      | Încoronarea Fecioarei                        | Datare: Sec. XIX Dimensiuni: 47x42 cm (cu ramă) Material: sticlă                                                        | În ciuda stării de conservare precare (sticla spartă, culoarea parțial desprinsă), datele artistice ale icoanei o recomandă spre a fi clasată în categoria juridică tezaur. Maniera de execuție o apropie de stilul abordat de celebrul iconar Savu Moga în prima etapă a creației sale. Echilibrul cromatic marcat de contrastul accentelor de roșu-cinabru și albastru-turcoaz, meșteșugita manieră de redare a fizionomiei prin folosirea unor umbre gri precum și decorativismul temperat al icoanei sunt caracteristice începuturilor artistice ale lui Savu Moga. Stare de conservare deteriorată, spartă în patru bucăți, culoarea parțial căzută. | Colecții particulare, Vrancea | Cimec    |
|      | Deisis                                       | Datare: Sec. XIX Școală: Atelier transilvănean Dimensiuni: 45x40 cm (cu ramă) Material: sticlă                          | Deisisul este reprezentat conform recomandărilor erminiilor. Degradarea liantului care s-a folosit la aplicarea foiței de aur face dificilă azi aprecierea calităților artistice ale piesei. Acest dezavantaj este compensat de abilitatea pictorului de a oferi plasticitate lucrării prin juxtapunerea celor două tipuri de fundaluri: cel inferior realizat prin nori colorați în diverse nuanțe de albastru și roșu, și cel superior, alb, vibrat prin linii transversale aurii. Stare de conservare mediocră, porțiuni de culoare lipsă, rama deteriorată. | Colecții particulare, Vrancea | Cimec    |
|      | Botezul Domnului                             | Datare: Sec. XIX Școală: Țara Făgărașului Dimensiuni: 49x35 cm (cu ramă) Material: sticlă                               | Lucrarea se remarcă prin pronunțatul său decorativism, care reușește - în ciuda aglomerării elementelor grafice - să cucerească printr-o deosebită plasticitate a ansamblului. Piesa păstrează rama originară care întregește discursul ornamental al icoanei. Iconografia respectă modelele tradiționale ale căror simboluri par a fi înțelese încă foarte bine (ex: mâinile acoperite ale îngerilor). Anumite simplificări ale liniei aduc un aer de spontaneitate - ușor naivă - a scenei, aspect compensat de siguranța desenului și de plasticitatea tușelor colorate. Aderența foarte bună a culorilor la suport demonstrează însușirea temeinică a tehnicii picturii pe sticlă, fapt ce plasează iconarul într-un atelier cu tradiție din zona Făgărașului. | Colecții particulare, Vrancea | Cimec    |
|      | Deisis                                       | Datare: 1872 Școală: Țara Făgărașului Dimensiuni: 57 x 52,5 cm (cu ramă) Material: sticlă                               | Pictura icoanei surprinde prin eleganța compoziției. Figura impunătoare a lui Iisus - în ipostaza de Mare Arhiereu - tronând pe un jilț desenat cu abilitate ocupă aproape toată suprafața icoanei. În colțurile superioare cei doi intercesori sunt reprezentați plutind pe nori, proporțiile acestora apropiindu-se de acelea ale florilor roșii ce decorează fundalul. Surprindem, la acest nivel, o mică inadvertență iconografică ce constă în inversarea celor două personaje precum și atitudinea improprie a celor doi: Ioan Botezătorul binecuvântând, iar Maica Domnului purtând pe brațe omoforul (nu în atitudine de rugă cum se obișnuiește în Deisis). Aceste detalii indică suprapunerea a două teme iconografice - Deisisul și Sf. Nicolae - apropiate din punct de vedere compozițional. Această confuzie, întâlnită dealtfel frecvent chiar și în cazul icoanelor pe lemn începând din secolul XVIII, nu alterează câtuși de puțin calitățile plastice de excepție ale icoanei în discuție, valoarea acesteia fiind amplificată și prin faptul că piesa este datată și mai păstrează rama originală. Stare de conservare relativ bună, rama și suportul din spatele sticlei ușor desprinse. | Colecții particulare, Vrancea | Cimec    |
|      | Masa Raiului                                 | Datare: Sec. XIX Dimensiuni: 30x26 cm (cu ramă) Material: sticlă                                                        | Acest tip iconografic este introdus în circulație odată cu apariția icoanelor pe sticlă. Schema compozițională - romburi dispuse în grilă - este dictată de rațiuni pur decorative; reprezentările celor patru sfinți - nenominalizați, lucru inadmisibil din punct de vedere dogmatic - pare a se subordona acelorași principii decorative, aspecte ce justifică geneza acestui tip iconografic într-un mediu artistic popular. Selecția celor patru personaje sfinte, dintre care Maica Domnului și Iisus Pantocrator sunt nelipsite în toate icoanele de acest tip, reflectă variatele forme pe care le cunoaște devoțiunea populară în diferite zone transilvănene. Spontaneitatea expresiei plastice circumscrie piesa atelierelor din zona Nicula. Stare de conservare relativ bună, mici lacune de culoare. | Colecții particulare, Vrancea | Cimec    |
|      | Arhanghelii Mihail și Gavril                 | Datare: Sec. XIX Școală: Atelier transilvănean Dimensiuni: 48x41 cm (cu ramă) Material: sticlă                          | Cei doi arhistrategi ai oștilor cerești sunt prezențe obișnuite în pictura pe sticlă transilvăneană. Desenul sigur al celor două personaje cu epuizarea tuturor atributelor iconografice, care-i plasează în contextul Judecății de Apoi (sabie, potir pentru Mihail - balanța și globul crucifer pentru Gavril), sugerarea gravității momentului prin folosirea tonurilor sumbre, redarea justă a tuturor detaliilor de costum, precum și grafia îngrijită a inscripției ne îndreptățesc să atribuim lucrarea unui iconar experimentat care cunoștea probabil atât tehnica cât și rigorile iconografice ale picturii pe lemn tradiționale. Datele stilistice ale piesei o plasează printre producțiile unui atelier din partea de sud-vest a Transilvaniei, acolo unde pictura transilvăneană resimte puternic ecoul școlii de icoane din Țara Românească. Stare de conservare deteriorată, spartă în șase bucăți, culoarea parțial desprinsă. | Colecții particulare, Vrancea | Cimec    |
|      | Nașterea Domnului                            | Datare: Sec. XIX Școală: Atelier transilvănean Dimensiuni: 42x52 cm (cu ramă) Material: sticlă                          | În ciuda desenului sumar, care schițează vag formele reprezentate, precum și a tușelor de culoare aplicate oarecum neglijent, icoana cucerește privitorul printr-o spontaneitate și o plasticitate deosebite. Scena este marcată de un pronunțat narativism subliniat prin nuanțarea expresiilor personajelor. Sub aspect cromatic, scena este animată prin folosirea unor nuanțe foarte intense de roșu și albastru exaltate în mod intenționat prin contrastele obținute cu ajutorul foiței de aur. Stare de conservare mediocră, culoarea parțial căzută. | Colecții particulare, Vrancea | Cimec    |
|      | Maica Domnului Îndurerată                    | Datare: 1895 Școală: Țara Oltului Dimensiuni: 53 x 42 cm (cu ramă)                                                      | În ciuda lacunelor, din colțurile laturii stângi și a desprinderilor parțiale ale culorii, această reprezentare a Maicii Domnului Îndurerată prezintă totuși anumite calități plastice, ce o individualizează în cadrul icoanelor pe sticlă de acest tip. Folosirea foiței de argint - în locul celei din aur - în contextul cromatic sumbru al piesei, realizat prin juxtapuneri de negru, bleumarin și verde închis, aduce icoanei un plus de rafinament. Desenul sigur și expresiv, precum și meșteșugita redare a volumelor, prin gradarea umbrelor și folosirea unor accente de lumină, sporesc plasticitatea icoanei. Faptul că piesa păstrează rama originală (ușor degradată), decorată cu motivul frânghiei răsucite, precum și faptul că piesa este datată, sunt argumente în plus ce o recomandă pentru clasarea în categoria juridică tezaur. Stare de conservare mediocră, lipsă colțurile pe latura stângă, pictura căzută pe mici porțiuni. | Colecții particulare, Vrancea | Cimec    |
|      | Încoronarea Fecioarei                        | Datare: Sec. XIX Școală: Valea Sebeșului Dimensiuni: 51x43 cm (cu ramă) Material: sticlă                                | În cazul acestei reprezentări a Încoronării Fecioarei, remarcăm o deplină înțelegere a modelului transpus, aspect rarisim în pictura icoanelor pe sticlă. Stare de conservare bună, mici lacune ale peliculei de culoare. | Colecții particulare, Vrancea | Cimec    |
|      | Răstignirea lui Iisus Hristos                | Datare: Sec.XIX Școală: Atelier transilvănean Dimensiuni: 48 x 42 cm (cu ramă) Material: Pictură pe sticlă              | În ciuda degradării parțiale a peliculei de culoare, această icoană prezintă numeroase calități plastice ce o individualizează în contextul reprezentărilor de acest tip. Proporția monumentală a crucii și sublinierea acesteia, prin folosirea foiței din argint, crează un puternic efect cromatic, azi estompat, din cauza degradării masive a foiței. Desenul expresiv al trupului lui Iisus, cu marcarea rănilor acestuia, precum și acuratețea redării celor două personaje de la piciorul crucii, sporesc plasticitatea icoanei. Stare de conservare relativ bună, culoarea parțial căzută. | Colecții particulare, Vrancea | Cimec    |
|      | Sfântul Ioan Botezătorul și Sfântul Nicolae  | Datare: Sec.XIX Școală: Valea Sebeșului Dimensiuni: 46 x 39 cm (cu ramă) Material: Pictură pe sticlă                    | În ciuda degradării peliculei de culoare, piesa cu o iconografie particulară, avându-i ca protagoniști pe Sf. Nicolae și pe Sf. Ioan Botezătorul, demonstrează - prin maniera de realizare plastică - apartenența la un atelier cu tradiție din zona Sebeșului. Iconarul se dovedește a fi un bun cunoscător al erminiei și totodată un pictor talentat. Precizia desenului, care urmărește toate amănuntele iconografice, necesare identificării personajelor, precum și interesul pentru detaliile ornamentale, realizate cu ajutorul foiței de aur, sau jocul liber și expresiv al tușelor de culoare, fac din această icoană un document al valorii școlii de pictură pe sticlă din această zonă. Stare de conservare mediocră, colț stânga jos lipsă, culoarea parțial căzută. | Colecții particulare, Vrancea | Cimec    |
|      | Adormirea Maicii Domnului                    | Datare: 1904 Școală: Atelier transilvănean Dimensiuni: 51 x 42 cm (cu ramă) Material: Pictură pe sticlă                 | Abaterile de la recomandările erminiei, constau, în cazul acestei icoane, în inversarea poziției trupului Fecioarei, precum și în originalitatea reprezentării urcării la cer a sufletului Maicii Domnului. În rest, icoana copiază modelele tradiționale ale Adormirii Maicii Domnului; inspirarea din pictura tradițională pe lemn devine evidentă prin folosirea masivă a foiței de aur și prin urmărirea atentă a tuturor detaliilor iconografice ale personajelor reprezentate. Stare de conservare relativ bună, culoarea parțial căzută. | Colecții particulare, Vrancea | Cimec    |
|      | Învierea cu 12 scene                         | Datare: 1845 Școală: Laz Dimensiuni: 51 x 45 cm (cu ramă) Material: Pictură pe sticlă                                   | În ciuda stării de conservare precare, piesa se remarcă prin abordarea unei teme iconografice rar întâlnită în contextul picturii pe sticlă. Învierea, însoțită de 12 scene din ciclul Patimilor - și nu de cele 12 mari sărbători - este o formulare folosită rar, chiar și în icoanele pictate pe lemn. În cadrul celor 12 scene se regăsesc frecvent elemente preluate din pictura occidentală. Din punct de vedere stilistic, piesa se apropie de creațiile pictorilor din familia Poenariu, care au activat în cadrul Școlii de la Laz, jud. Alba. Rafinamentul cromatic, acuratețea desenului, echilibrul compozițional, precum și știința sugerării peisajelor, ori a reprezentării volumelor și drapajelor, dau piesei o plasticitate deosebită. Stare de conservare deteriorată, spartă în două bucăți, colț stânga jos și pe latura stângă lipsă, culoarea căzută parțial. | Colecții particulare, Vrancea | Cimec    |
|      | Sfântul Haralambie                           | Datare: Sec. XIX Școală: Țara Făgărașului Dimensiuni: 70 x 60 cm (cu ramă) Material: Pictură pe sticlă                  | În ciuda degradării suportului de sticlă și a faptului că tema iconografică este extrem de frecventă în pictura transilvăneană a secolului XIX, icoana este totuși una dintre producțiile artistice convingătoare ale atelierelor din zona Făgărașului. Grija pictorului pentru decorarea tuturor suprafețelor este compensată de un desen sigur și expresiv, precum și de alegerea unei cromatici armonioase. Stare de conservare mediocră, spartă în două pe orizontală. | Colecții particulare, Vrancea | Cimec    |
|      | Punerea în mormânt                           | Datare: Sec. XIX Școală: Țara Făgărașului Dimensiuni: 71 x 61 cm (cu ramă) Material: Pictură pe sticlă                  | Cu excepția suportului de sticlă, spart în cinci, buna conservare a stratului pictural denotă o însușire temeinică a tehnicii picturii pe sticlă a autorului acestei icoane. Judecând după trăsăturile stilistice ale icoanei, aceasta poate fi atribuită unui iconar care a activat în zona Făgărașului. Punerea în mormânt este o temă rar abordată în pictura pe sticlă, iar autorul acestei icoane se dovedește capabil să ofere o interpretare liberă, adaptată limitărilor impuse de tehnica picturii pe sticlă, dar extrem de plastică, a compoziției tradiționale a acestei teme. Stare de conservare deteriorată, spartă în cinci bucăți, lacune în colțurile inferioare. | Colecții particulare, Vrancea | Cimec    |
|      | Sfântul Gheorghe                             | Datare: Sec. XIX Școală: Țara Făgărașului Dimensiuni: 72 x 63 cm (cu ramă) Material: Pictură pe sticlă                  | Icoana Sfântului Gheorghe, prin pronunțatul său decorativism, poate fi atribuită unui atelier din zona Făgărașului. Autorul icoanei copiază cu abilitate un model cu amplă circulație în întreaga lume ortodoxă, pe care-l interpretează într-o notă extrem de particulară. Spontaneitatea desenului, cu o linie concisă dar expresivă, se completează în această icoană cu o decorație care, fără a fi excesivă, se desfășoară pe aproape toată suprafața icoanei. Stare de conservare relativ bună, mici exfolieri ale peliculei de culoare. | Colecții particulare, Vrancea | Cimec    |
|      | Răstignirea (Arhanghelii Mihail și Gavril)   | Datare: Sec. XIX Școală: Țara Făgărașului Dimensiuni: 63 x 88 cm (cu ramă) Material: Pictură pe sticlă                  | Cromatica rafinată, desenul sigur și expresiv și nu în ultimul rând, decorul ramei, fac din această icoană una dintre piesele de referință ale școlii de pictură pe sticlă din Țara Făgărașului. Stare de conservare mediocră; culoarea desprinsă pe alocuri, rama originală parțial desprinsă. | Colecții particulare, Vrancea | Cimec    |
|      | Sfântul Nicolae                              | Datare: Sec. XIX Școală: Țara Oltului Dimensiuni: 77 x 66 cm (cu ramă) Material: Pictură pe sticlă                      | Tema este tratată monumental cu Sf. Nicolae reprezentat bust, binecuvântând. Rezolvarea detaliilor iconografice trădează o foarte bună cunoaștere a picturii tradiționale. În ciuda unor anumite vicii de tehnică, în aplicarea foiței de aur, iconarul se dovedește a fi un abil desenator și un colorist priceput. Stare de conservare mediocră; culoarea desprinsă și pe alocuri căzută. | Colecții particulare, Vrancea | Cimec    |
|      | Maica Domnului Îndurerată Autor: Moga, Savu  | Datare: 1870 Școală: Arpașul de Sus Dimensiuni: 52 x 45 cm (cu ramă) Material: Pictură pe sticlă                        | Piesa se remarcă printr-un modelaj delicat al figurii Maicii Domnului, dar și prin prețiozitatea cu care sunt rezolvate detaliile de costum ori decorul perimetral. Anumite detalii - cum ar fi soldatul de la baza crucii sau maniera de reprezentare a lui Dumnezeu - Tatăl - precum și folosirea, fondul monocrom, sau prezența bordurii decorative aurii, apropie piesa de producțiile atelierelor de pictură pe sticlă din Țara Oltului, îndreptățindu-ne să atribuim piesa celebrului iconar Savu Moga. Stare de conservare mediocră, sticla spartă în colțul stâng inferior, lipsă colțul stâng, rama originală ușor degradată. | Colecții particulare, Vrancea | Cimec    |
|      | Maica Domnului Îndurerată                    | Datare: 1865 Școală: Brașov Dimensiuni: 63 x 52 cm (cu ramă) Material: Pictură pe sticlă                                | Tipul de abordare plastică este specific atelierelor din zona Brașovului, particularitatea piesei constând în maniera de tratare a figurii Maicii Domnului, foarte expresivă și puternic reliefată prin folosirea cu știință a umbrelor. Stare de conservare mediocră, culoarea desprinsă, numeroase lacune, rama originală degradată. | Colecții particulare, Vrancea | Cimec    |
|      | Învierea Autor: Moga, Savu                   | Datare: Sec. XIX Școală: Arpașul de Sus Dimensiuni: 41 x 36 cm (cu ramă) Material: Pictură pe sticlă                    | Tema iconografică, inspirată din arta occidentală, îl reprezintă pe Iisus - deasupra mormântului - într-o mandorlă, purtând în mâini stindardul biruinței. Iconarul abordează scena cu o minuție deosebită, apropiind pictura acestei icoane de aceea a unui manuscris, veșmintele și figurile sunt tratate cu o acuratețe rar întâlnită în pictura pe sticlă; toate acestea împreună cu faptul că sticla este bordată de acel decor auriu, ne permite să atribuim piesa lui Savu Moga. Stare de conservare deteriorată, spartă în două, o fisură în stânga jos, culoarea căzută pe alocuri, colțul stâng inferior spart. | Colecții particulare, Vrancea | Cimec    |
|      | Maica Domnului cu Pruncul - Galactotrophousa | Datare: Sec. XIX Școală: Țara Făgărașului Dimensiuni: 71 x 61 cm (cu ramă) Material: Pictură pe sticlă                  | Modelul iconografic, de inspirație occidentală, este transpus aici cu multă îndemânare. În plus, acuratețea redării personajelor, a figurilor sau a veșmintelor acestora, rafinamentul paletei cromatice, precum și echilibrul ornamental - susținut de discretul decor al ramei - fac din această icoană o piesă de excepție a atelierelor din zona Făgărașului. Stare de conservare bună. | Colecții particulare, Vrancea | Cimec    |
|      | Sfinții Nicolae, Ioan Botezătorul și Ilie    | Datare: Sec. XIX Școală: Țara Oltului Dimensiuni: 60 x 44 cm (cu ramă) Material: Pictură pe sticlă                      | Reprezentarea acestor trei personaje sfinte împreună este tipică Țării Oltului, icoanele cu acest subiect detașându-se în cadrul icoanelor pe sticlă românești, ca marcă stilistică a atelierelor de pictură din zonă. Iconarul, prin maniera de abordare plastică a temei, se dovedește a fi un artist foarte abil, care reușește să tempereze tendința de alungire excesivă a scenei, dictată de necesitățile proprii de reprezentare, marcând foarte puternic planul terestru cu ajutorul unor benzi orizontale colorate. Arta acestui iconar se remarcă atât prin distribuirea cu mare rafinament a detaliilor decorative, cât și prin eleganța cu care sunt reprezentate personajele, dar și prin abilitatea cu care sugerează mișcarea, folosind anumite tonuri de gri. Stare de conservare deteriorată, colțul stâng inferior spart. | Colecții particulare, Vrancea | Cimec    |
|      | Deisis                                       | Datare: 1876 Școală: Atelier transilvănean Dimensiuni: 60 x 71 cm (cu ramă) Material: Pictură pe sticlă                 | Acest Deisis ne surprinde prin disproporția personajului central - Iisus tronând - dar, mai ales prin juxtapunerea celor două planuri: planul inferior, în care cei doi intercesori sunt reprezentați în maniera tradițională bizantină, și planul superior în care apar, în interiorul unor ghirlande de flori, Maica Domnului și Iisus, conform uzanțelor picturii de inspirație catolică. Stare de conservare relativ bună, mici porțiuni de culoare căzută. | Colecții particulare, Vrancea | Cimec    |
|      | Nașterea Domnului Autor: Poienaru, Partenie  | Datare: Sfârșitul sec. XIX - începutul sec. XX Școală: Laz Dimensiuni: 48 x 39 cm (cu ramă) Material: Pictură pe sticlă | Grație cromaticii abordate, icoana poate fi asimilată atelierelor din zona Sebeșului; inscripția din partea inferioară, confirmă apartenența piesei centrului artistic de la Laz, fiind pictată probabil de Partenie Poienaru - unul dintre cei mai cunoscuți reprezentanți ai acestei școli artistice. Stare de conservare relativ bună, culoarea pe alocuri căzută, rama originală atacată de carii. | Colecții particulare, Vrancea | Cimec    |
|      | Cei 40 de mucenici                           | Datare: 1875 Școală: Țara Oltului Dimensiuni: 46 x 41 cm (cu ramă) Material: Pictură pe sticlă                          | Piesa, datată, se remarcă atât prin acordul cromatic, cât și prin calitatea desenului care reușește să individualizeze fizionomiile. Numerele înscrise pe aureolele sfinților denotă cunoașterea intimă a episodului hagiografic referitor la cei 40 de sfinți mucenici. Reprezentarea călăilor îmbrăcați în costume de soldați ai imperiului austro-ungar reflectă, de asemeni, o mentalitate proprie iconarilor din zonă. Stare de conservare mediocră, culoarea desprinsă parțial, rama ușor deteriorată. | Colecții particulare, Vrancea | Cimec    |
|      | Sfântul Nicolae Autor: Moga, Savu            | Datare: 1872 Școală: Arpașul de Sus Dimensiuni: 57 x 46 cm (cu ramă) Material: Pictură pe sticlă                        | În ciuda fisurilor suportului din sticlă, piesa rămâne un exemplar prețios al atelierelor din Țara Oltului, remarcându-se atât prin rafinamentul cromatic, cât și prin desenul expresiv și prin minuțiozitatea abordării detaliilor. Decorul marginal auriu, caracteristic icoanelor pictate de Savu Moga, adăugat calităților artistice de excepție ale piesei, îndreptățesc atribuirea lucrării acestui iconar. Stare de conservare deteriorată, pictura parțial desprinsă, spartă în stânga în numeroase fragmente, lipită. | Colecții particulare, Vrancea | Cimec    |
|      | Deisis                                       | Datare: Sec. XIX Școală: Țara Oltului Dimensiuni: 68 x 61 cm (cu ramă) Material: Pictură pe sticlă                      | Acuratețea desenului precum și rafinamentul gamei cromatice, fac din această icoană o piesă cu certe calități artistice, recomandând-o pentru înscrierea în categoria juridică "tezaur". Stare de conservare relativ bună, mici porțiuni de culoare căzută. | Colecții particulare, Vrancea | Cimec    |
|      | Maica Domnului Îndurerată                    | Datare: 1893 Școală: Țara Oltului Dimensiuni: 53 x 47 cm (cu ramă) Material: Pictură pe sticlă                          | Dramatismul scenei, este subliniat în această icoană prin folosirea unui ton extrem de intens de albastru, pe care măiestria pictorului a știut să-l exalte prin folosirea unor accente de roșu și verde intens. Aurul, aplicat cu generozitate, sporește prețiozitatea picturii. Stare de conservare mediocră, pictura parțial desprinsă. | Colecții particulare, Vrancea | Cimec    |
|      | Buna Vestire                                 | Datare: Sec. XIX Școală: Atelier transilvănean Dimensiuni: 47 x 42 cm (cu ramă) Material: Pictură pe sticlă             | Pictura acestei icoane, surprinde prin ingeniozitatea cu care iconarul reușește să modeleze spațiul prin juxtapunerea culorilor calde - luminoase - celor sumbre. Se remarcă totodată încercarea iconarului de a sugera perspectiva prin caroiajul podelei, precum și introducerea anumitor detalii din iconografia apuseană a temei. Stare de conservare mediocră, pictura parțial desprinsă. | Colecții particulare, Vrancea | Cimec    |
|      | Arhanghelii Mihail și Gavril                 | Datare: Sfârșitul sec. XIX Școală: Gherla(?) Dimensiuni: 65 x 50 cm (cu ramă) Material: Pictură pe sticlă               | Excepțională reprezentare a Sfinților Arhangheli Mihail și Gavril, icoana se remarcă prin acuratețea și expresivitatea desenului, prin rafinament cromatic și nu în ultimul rând prin efectele plastice pe care iconarul reușește să le obțină suprapunând laviuri de tonalități diferite. Stare de conservare relativ bună. | Colecții particulare, Vrancea | Cimec    |
|      | Deisis                                       | Datare: Sec. XIX Școală: Valea Sebeșului Dimensiuni: 49 x 42 cm (cu ramă) Material: Pictură pe sticlă                   | Din jocul abil al celor trei culori folosite - alb, ocru și verde pictorul reușește să redea fluiditate veșmintelor, să modeleze figurile, izbutind chiar, într-o manieră simplificată, să portretizeze nuanțat fiecare personaj al Deisisului. Versatilitatea pictorului reiese și din ingenioasa utilizare a foiței de aur, care acoperă sticla pe întreaga suprafață, exaltând culorile aplicate pe aceasta. Stare de conservare relativ bună, culoarea desprinsă pe alocuri. | Colecții particulare, Vrancea | Cimec    |
|      | Arhanghelii Mihail și Gavril                 | Datare: 1855 Școală: Atelier transilvănean Dimensiuni: 47 x 40 cm (cu ramă) Material: Pictură pe sticlă                 | Această icoană se detașează din seria reprezentărilor cu Sfinții Arhangheli Mihail și Gavril - temă altfel frecvent abordată în pictura transilvăneană - prin expresivitatea liniei și acuratețea cu care sunt redate detaliile de costum. Păstrarea ramei originale și faptul că piesa este datată, sporesc valoarea lucrării. Stare de conservare mediocră, colț dreapta jos lipsă, colț dreapta sus fisurat, culoarea parțial desprinsă. | Colecții particulare, Vrancea | Cimec    |
|      | Maica Domnului Îndurerată Autor: Moga, Savu  | Datare: 1860 Școală: Arpașul de Sus Dimensiuni: 58 x 42 cm (cu ramă) Material: Pictură pe sticlă                        | Toate elementele de identificare stilistică ale acestei icoane indică apartenența acesteia la un atelier din zona Țării Oltului, poate chiar acela al celebrului iconar Savu Moga din Arpașul de Sus. Stare de conservare deteriorată, spartă în patru bucăți, a patra bucată detașată. | Colecții particulare, Vrancea | Cimec    |
|      | Sinaxar                                      | Datare: 1887 Școală: Valea Sebeșuluui Dimensiuni: 71 x 72 cm (cu ramă) Material: Pictură pe sticlă                      | Acest tip de abordare plastică a diferitelor sărbători incluse în calendarul bisericesc, este întâlnit foarte frecvent în pictura murală și numai accidental în pictura de icoane. Acest argument completat de evidentele calități artistice ale lucrării, precum și faptul că piesa este datată, plasează icoana între producțiile cele mai reprezentative ale atelierelor de pe Valea Sebeșului. Stare de conservare relativ bună, pe alocuri culoarea căzută. | Colecții particulare, Vrancea | Cimec    |
|      | Maica Domnului cu Pruncul                    | Datare: 1887 Școală: Țara Oltului Dimensiuni: 48 x 43 cm (cu ramă) Material: Pictură pe sticlă                          | Această icoană, evocă o variantă iconografică a reprezentărilor Maicii Domnului cu Pruncul, foarte intens vehiculată pe parcursul secolului XVIII prin intermediul icoanelor pictate pe suport din lemn, și anume Maica Domnului cu Pruncul - Trandafir Neveștejit. Frecvența redusă a acestui tip iconografic în cadrul icoanelor pe sticlă, excepționala realizare plastică precum și faptul că piesa este datată, o recomandă pentru clasarea în categoria juridică tezaur. Stare de conservare relativ bună, culoarea căzută pe alocuri. | Colecții particulare, Vrancea | Cimec    |
|      | Madona cu Pruncul și Sfântul Ioan copil      | Datare: XVII Școală: Școală romană Dimensiuni: 80x 70 cm (cu ramă) Material: ulei pe pânză                              | Lucrare destul de comună din punct de vedere iconografic, cu calități plastice amintind de creația lui Francesco Trevisani (1656 - 1746). Stare de conservare mediocră. | Colecții particulare, Vrancea | Cimec    |

## Fond
| Foto | Informații generale                                                                  | Detalii tehnice | Descriere | Deținător                                     | Legături |
| ---- | ------------------------------------------------------------------------------------ | --- | --- | --------------------------------------------- | -------- |
|      | Compoziție cu scene biblice                                                          | Datare: 1895 datare în inscripție Școală: probabil Ierusalim Dimensiuni: 128 x 169 cm Material: pictură în ulei pe pânză subțire de bumbac | | Mănăstirea Dălhăuți, Vrancea                  | Cimec    |
|      | Plângerea la mormânt Autor: Vasile P. Georgescu                                      | Datare: 1921-1923 datat în inscripție Dimensiuni: 129 x 156,5 cm Material: broderie, fir de argint și argint aurit cu miez de bumbac, fir de mătase roșu-brun; sârmă de argint, galon franjuri, ciucuri, fluturi metalici aurii; țesătură din fir de aur și argint | În casetă din lemn închisă cu sticlă. | Biserica „Adormirea Maicii Domnului”, Mărăști | Cimec    |
|      | Christos Învățător                                                                   | Datare: 1840 Dimensiuni: 61,2x49,5x2 cm Material: Ulei pe lemn cu fibră deasă cu preparație albă de gips | Iisus Învățător. Inscripția IC XC (stânga-dreapta aureolei) refăcute târziu sau adăugate. Înrămare târzie. Suprafața roasă; puncte și mici suprafețe de culoare căzută. Inscripția pe carte în română cu litere chirilice. | Mânăstirea Buluc, Jariștea                    | Cimec    |
|      | Maica Domnului Hadighitria Autor: Dimake                                             | Datare: 1840 Școală: românească Dimensiuni: 61,8x48,4x2 cm Material: Ulei pe lemn cu fibră deasă cu preparație albă de gips | Chenar adăugat târziu, două dintre inscropții și detalii de aureolă refăcute sau adăugate. Înrămare târzie. Puncte și mici suprafețe de culoare căzută. | Mânăstirea Buluc, Jariștea                    | Cimec    |
|      | Christos Învățător                                                                   | Datare: nedatat Școală: românească Dimensiuni: 61,6x48,3x3,5 cm Material: Ulei pe lemn; pănză și strat gros de preparație albă de gips | Reprezentare somptuoasă, monumentală, cu note particulare în compoziție, tendințe involuntare de ieșire din austeritatea cerută de comanditari. | Mânăstirea Buluc, Jariștea                    | Cimec    |
|      | Maica Domnului Împărăteasă                                                           | Datare: 1824 Școală: românească Dimensiuni: 61,8x48x3,5 cm Material: Ulei pe lemn cu fibră deasă, pănză și strat gros de preparație albă de gips. Aureole din metal comun aurit                                                                                    | Chenar adăugat târziu peste pictură; culoare roasă superficial; puncte și mici suprafețe de culoare căzută. | Mânăstirea Buluc, Jariștea                    | Cimec    |
|      | Sf. Mina, Sf. Haralambie; Maica Domnului Hodighitria Autor: Pictor român, necunoscut | Datare: 1831 Școală: Școală românească Dimensiuni: L: 98 cm; La: 71,5 cm; Gr: 3,2 cm Material: ulei pe lemn; pânză groasă de cânepă și preparație albă de ghips | Fața I este în mod evident creația unui iconar-zugrav: vederea simplă, ușor „primitivă”, desen clar, în linii puține; culoare plată, lumină egală, elementele feței au o importanță egală – ochii au totuși o ușoară căldură, venită dincolo de erminii, din relația personală a zugravului cu cel reprezentat. Veșminte desenate rigid, cute marcate arbitrar; anatomiile tratate ca „neimportante”, proporțiile la fel. Culori puține. Fața II: vedere decorativizantă, pe baza modelului erminic; un zâmbet misterios feminin șterge austeritatea și sobrietatea cerute de erminii; măresc acest efect sprâncenele frumos zugrăvite, nasul drept ușor alungit; lumina vine dintr-o sursă exterioară precisă; umbrele și luminile feței sunt redate prin variații de ton și adaos de griuri; exces de pliuri decorate pe veșminte. Modelul și pictura inițiale nu mai pot fi regăsite imaginea actuală. Fără datarea înscrisă pe icoană ar putea fi lesne încadrată în a doua jumătate a secolului XVIII. În prezent icoana este fixată pe o ramă cândva somptuoasă, cu decor barocizant, frontonul parțial distrus. | Mânăstirea Buluc, Jariștea                    | Cimec    |